# Bambusa sesquiflora
Bambusa sesquiflora är en gräsart som först beskrevs av Mcclure, och fick sitt nu gällande namn av Liang Chi Chia och Hok Lam Fung. Bambusa sesquiflora ingår i släktet Bambusa och familjen gräs. Inga underarter finns listade i Catalogue of Life.